# Державний архів Черкаської області
Державний архів Черкаської області — архівна установа України, структурний підрозділ Черкаської обласної державної адміністрації, одночасно підзвітний і підконтрольний голові обласної державної адміністрації і Державній архівній службі України; документосховище джерел інформації про Черкащину за період ХVIII—ХХ століття. Розташований у місті Черкасах, в будівлі по вулиці Благовісній, № 244-а. Директор — кандидат історичних наук Тетяна Анатоліївна Клименко.

## Історія
У квітні 1919 року в Черкасах було створено першу державну архівну установу — Центральний народний архів, у 1925 році — Черкаський окружний архів. У зв'язку з ліквідацією округів у вересні 1930 року на базі Черкаського окружного архіву у жовтні 1930 року створено Черкаське місцеве архівне управління, яке в 1932 році було реорганізовано в Черкаський державний історичний архів, а в 1941 році — у філіал Державного архіву Київської області у місті Черкасах. Під час нацистської окупації Черкас втрачено 277 000 із 289 000 справ, що зберігалися на 1 січня 1941 року.
У зв'язку з утворенням 7 січня 1954 року Черкаської області на базі філіалу створено Державний архів Черкаської області, який розпочав роботу 18 травня 1954 року; в травні 1954 року створено також архівний відділ Управління Міністерства внутрішніх справ по Черкаській області, в серпні 1954 року — партійний архів Черкаського обкому Компартії України. Згідно з «Положенням про Державний архівний фонд СРСР» від 13 жовтня 1958 року у 1958—1980 роках держархів області мав назву Черкаський обласний державний архів. Відповідно до наказу № 67 Головного архівного управління при Раді Міністрів УРСР від 7 серпня 1980 року архів одержав назву — Державний архів Черкаської області.

## Фонди

### Паперові

#### Дорадянський період
Документи дорадянського періоду характеризують соціально-економічний і політичний розвиток Черкаського, Звенигородського, Золотоніського, Канівського, Катеринопільського, Уманського, Чигиринського повітів Київської та Полтавської губерній Російської імперії.
Найдавніші документи походять з церковних фондів і датуються першим десятиліттям ХVIII століття. Це метричні книги Різдвобогородицької та Параскеївської церков Звенигородського повіту (з 1709 року) та купчі кріпості, що зберігаються у фонді Жаботинського Онуфріївського чоловічого монастиря (з 1710 року). Документи першої половини ХVIII століття зосереджені лише у фондах церков, двох монастирів та Золотоніського духовного правління, другої половини ХVIII століття — також у складі документів міських магістратів, земських повітових судів, повітових земських судів, нижніх земських судів, повітових рекрутських присутствій, Золотоніського комісарства, Черкаської квартирної комісії при Черкаському повітовому поліцейському управлінні, Мошненського костьолу.
Документи, що фіксують роботу установ, які діяли до 1917 року включають фонди місцевих станового, земського ї міського самоуправління, повітових поліцейських управлінь, міських поліцій, приставів; товаришів прокурора Київського окружного суду, судових слідчих; повітових земських судів, земських повітових судів; розправ; нотаріусів, Уманських окружного та совісного судів, з'їзду мирових судів Звенигородського округу.
Економічне становище Черкащини в період Російської імперії відображають документи фондів цукрових заводів, повітових землемірів та землевпорядних комісій, лісництв, Кам'янської економічної контори поміщиків Давидових, Контори Таганчанського маєтку графа Бутурліна, поштово-телеграфних контор ї відділень, продовольчих комісій та управ, маклерів, складів. Частково збереглися документи фінансово-кредитних та податкових устазнов — повітових казначейств, Черкаського акцизного управління, кредитних товариств.
Розвиток освіти відображено в документах фондів інспекторів народних училищ, повітових училищних рад, навчальних закладів — учительських семінарій, гімназій, училищ, церковноприходських шкіл.
Діяльність церковних установ зафіксована в документах духовних правлінь, благочинних, Звенигородського декана Луцько-Житомирської римо-католицької єпархії, церков, монастирів, костьолів. В архіві зберігаються метричні книги православного, римо-католицького, іудейського віросповідань та осіб, які не належали до жодної конфесії.
Документи архіву до 1917 року містять відомості про: чисельність, склад і заняття населення; поміщицькі володіння, розміри посівних площ на селянських наділах і у поміщиків, урожаї сільськогосподарських культур, стан тваринництва; розвиток міст, комунального господарства, торгівлі. Зберігаються переліки заводів, фабрик, кустарних промислів із зазначенням власників, кількості робітників, обсягів виробництва, статистичні документи, зокрема всеросійського перепису населення.
В архіві зберігаються метричні записи про народження Івана Нечуя-Левицького, членів родини вчених і промисловців Симиренків, генерал-хорунжого Армії Української Народної Республіки Юрія Тютюнника; грамота про нагородження активного діяча Кам'янської управи Південного товариства декабристів Василя Давидова золотою шаблею за хоробрість, виявлену у Вітчизняній війні 1812 року, опис містечок і сіл Черкаського повіту (1795), статистичне описання міста Чигирина і його повіту (1814); відомості про родичів Тараса Шевченка (в інвентарі володінь поміщика Василя Ентельгардта за 1796 рік), майнові права графині Софії Потоцької. У документах Черкаської міської думи сконцентровані матеріали з історії розвитку Черкас з 1801 по 1918 рік. Зберігся план Черкас 1815 року.
В архіві містяться копії документів про історію більшовицьких організацій, революційний рух на Черкащині, зокрема дані про забастовку залізничників станції Бобринської у 1905 році та інші виступи робітників у період революції 1905—1907 років та нового революційного підйому у 1910—1914 роках.

#### Радянська доба
Основна частина документації зосереджена у фондах радянського періоду. За 1917—1941 роки документи збереглися частково — понад 9 095 справ знищено у роки німецько-радянської війни.
Інформаційна база періоду Української революції 1917—1921 років незначна — розсекречені нечисленні документи фондів Черкаського повітового старостату Української Держави, газети «Вісті» Золотоніської повітової комендатури Директорії Української Народної Республіки, Черкаського ї Золотоніського повітових комісарів, Тимчасового уряду, Золотоніської організації Української комуністичної партії (боротьбистів). Також розсекречено документи за 1920-ті роки Черкаської окружної та Ботуславської повітової рад Української автокефальної православної церкви і канцелярії єпископа Черкаської єпархії. У фонді Чигиринського революційного комітету зберігаються документи про протистояння більшовиків з повстанцями Холодноярської республіки і Республіки Чорного Лісу.
На загальне зберігання передано всі фонди періоду нацистської окутації — районних і сільських управ, відділів і страхової каси Черкаської районіної управи, сільських старостатів, громадських дворів та господаретв, районіних поліцій, адресного бюро Черкаської районної поліції, редакцій семи газет, Черкаської біржі праці, промислових підприємств, навчальних закладів, Черкаського головного українського лісництва.
В архіві зберігаються кримінальні справи позасудових органів реабілітованих осіб та фільтраційні справи на громадян, вивезених на примусові роботи до Німеччини.
Найповніше представлені документи органів місцевої державної влади та управління (повітових, волосних революційних комітетів; виконкомів усіх рівнів, їхніх галузевих управлінь і відділів; комісій у справах колишніх червоноармійців ї червоних партизанів, комітетів незаможних селян, військово-адміністративних установ).
Окрема група документів включає фонди органів державного контролю та робітничо-селянської інспекції Черкащини, а також органів юстиції, суду, прокуратури, охорони громадського порядку, в тому числі судових земельних комісій, окружних, повітових, волосних управлінь робітничо-селянської міліції, нотаріальних контор.
Історію, розвиток та стан промисловості Черкащини характеризують документи фондів повітраднаргоспів, управління інженера Черкаського окрвиконкому, раднаргоспу та його галузевих управлінь, Черкаського, Кам'янського, Монастирищенського та Смілянського машинобудівних заводів, Черкаського шовкового комбінату, виробничих об'єднань «Азот», «Ротор», «Імпульс», заводів штучного волокна та хімічних реактивів, трикотажної та тютюнової фабрик, виробничо-аграрного об'єднання «Черкасицукропром» та 33 цукрових комбінатів і заводів, Смілянського електромеханічного заводу, Уманських заводів «Уманьсільмаш», «Вега», «Мегометр», Ватутінського шахтоуправління, Канівського заводу «Магніт» та інших.
У документах підприємств, організацій транспорту, шляхового господарства, зв'язку, будівництва і архітектури повоєнного періоду всебічно відображено розвиток цих галузей господарства, зокрема — будівництво Кременчуцького водосховища; в архіві зберігаються також документи 1920-х років поштово-телеграфних відділень, Корсунської вантажно-розвантажувальної контори, будівельних організацій Уманщини тощо.
Документація установ сільського господарства зосереджена в фондах: окружних та повітових земельних відділів, районних комісій з націоналізації земель; обласного та районних управлінь сільського господарства; обллісгоспзагу, обласних спеціалізованих трестів і контор; служб ветеринарії, племінної справи, насінництва, сортовипробування, захисту рослин, водного, рибного господарства; машинно-тракторних та ремонтно-технічних станцій, об'єднань «Сільгосптехніка», радгоспів, колгоспів тощо.
Серед фондів наукових і науково-дослідних організацій та установ — Уманський дендрологічний парк «Софіївка», Канівський природний заповідник, науково-дослідні інститути та організації. У фонді Інспектури народної освіти Черкаського окружного виконавчого комітету є листи академіків Сергія Єфремова, Агатангела Кримського, Дмитра Яворницького за 1920-ті роки про археологічні дослідження та охорону історичних пам'яток на Черкащині.
Великий за обсягом комплекс складають документи фондів громадських об'єднань та організацій: Черкаських обкомів Комуністичної партії України та ЛКСМУ, райкомів КПУ ї ЛКСМУ, 1,7 тисяч первинних партійних організацій. Документи повоєнного періоду фондів обкомів КПУ і ЛКСМУ (1954—1991), районних і міських комітетів КПУ (1943—1991) всебічно і різнопланово характеризують стан економіки, соціально-культурної сфери, екології, громадсько-політичне життя Черкащини, керівну роль партії в усіх суспільних процесах. В документах обкому КПУ є відомості про партизанський, підпільний рух на території області в 1941—1944 роках, реабілітацію незаконно репресованих комуністів. Документи партійних органів відображають кадрову політику, ідейно-виховну роботу, внутріпартійні процеси періоду «перебудови»; містять інформацію про дисидентську діяльність та довідки про закриті соціологічні дослідження, проведені на Черкащині.
В архіві містяться документи громадських організацій, в тому числі за 1917—1930-ті роки — повітпрофбюро, окрпрофрад, Корсунського окрпрофбюро, райпрофсекретаріатів, обласних організацій мистецьких спілок, товариства «Знання», Червоного Хреста, ДТСААФ, охорони пам'яток історії та культури, охорони природи, науково-технічних товариств, а також товариств «Заповіт», «Просвіта».
В архіві зберігаються документи науковців, діячів культури, політичних та громадських діячів (родини Симиренків, поета Василя Симоненка, академіка Української академії аграрних наук Миколи Артеменка, професора Симона Рубіна, краєзнавців Миколи Комарницького, Григорія Храбана, Михайла Пономаренка, двічі Героя Соціалістичної Праці Федора Дубковецького та інших).
Архів зберігає документи про знатних людей Черкащини, учасників німецько-радянської війни, про голод 1932–1933 та 1946—1947 років, про участь радянських військовослужбовців — уродженців, жителів області у військових діях за межами СРСР після Другої світової війни. В складі колекції, що була створена колишнім партійним архівом, містяться: особові справи Героїв Радянського Союзу — уродженців області та тих, які одержали це звання в боях при відвоюванні Черкащини, кавалерів орденів Слави 3-х ступенів, Героїв Соціалістичної Праці; спогади Маршалів Радянського Союзу Івана Конєва, Матвія Захарова, а також Людвіка Свободи.
В архіві є також тематичні колекції мікрофотокопій документів, що були виявлені в інших архівах, серед яких: «Історія Черкащини», «Документи про декабристів», «Революційні події на Черкащині», «Боротьба з бандилтизмом на Черкащині», «Велика Вітчизняна війна 1941—1945 рр.», «Культурне будівництво на Черкащині?» та інші.
Науково-технічну документацію складають проєктні документи головного архітектора Черкас, науково-дослідних проєктних інститутів, Черкаського заводу «Фотоприлад», Корсунь-Шевченківського верстатобудівного заводу, обласної станції хімізації сільського господарства.
З метою захисту прав і задоволення соціальних потреб громадян в архіві використовують інформацію архівів місцевих рад всіх рівнів та їхніх виконавчих комітетів, колгоспів, підприємств, установ та організацій (у тому числі ліквідованих).

### Кіно-, фото-, фоно-, відеодокументи
В архіві зберігаються кінодокументи з такої тематики
- народно-визвольний рух на Черкащині в ХVII ст.;
- ХІІ Черкаська окружна партконференція (1927);
- відзначення 30-річчя визволення Черкас від нацистської окупації (1963);
- 100-річчя Шевченківського відділення Одеської залізниці (1976);
- відзначення дня народження Тараса Шевченка (1981);
- Корсунь-Шевченківська битва (спогади ветерана);
- вшанування пам'яті Героя Радянського Союзу В. Чікованії;
- історичні місця Черкащини;
- «Слово про землю Черкаську» (до 25-річчя утворення області);
- «Пісня про Черкаси»;
- святкування 1 Травня, Дня Перемоги, дня захисту дітей (1988);
- проводів зими (1978);
- Івана Купала (1989);
- перебування діячів літератури і мистецтва (1981), зарубіжних делетацій (1988) на Черкащині;
- спортивні змагання, боротьба за тверезість (1986);
- Герої Соціалістичної Праці В. Левчик, М. Величко, передовий метод роботи механізатора-цукровода О. Парубка;
- робота промислових підприємств м. Черкаси;
- радгосп «Веселий Хутір»;
- Черкаська морська школа ДТСААФ.

Фотодокументи систематизовано за темами
- дореволюційні Черкаси (загальний вигляд міста, вулиць, окремих будівель та інше);
- розвиток сільського господарства в роки довоєнних п'ятирічок. Зачинателі стаханівського руху в сільському господарстві. Розвиток тваринництва й інших галузей сільського господарства;
- руйнування, заподіяні нацистами містам і селам, промисловим підприємствам, школам Черкащини. Відновлення промисловості, сільського господарства в повоєнний період. Будівництво промислових підприємств, Канівської ГЕС, газопроводу «Дружба», культурно-побутових об'єктів, шкіл;
- розвиток народної освіти і культури на Черкащині, відзначення свят, ювілейних дат;
- делегати партійних з'їздів, депутати Верховної Ради СРСР ї УРСР, місцевих Рад, Герої Радянського Союзу, партизани, підпільники, Герої Соціалістичної Праці (Валентина Левчик, Микола Пріхно, Євдокія Титаренко та інші[4]), діячі літератури і мистецтва, відомі спортсмени;
- пам'ятники і пам'ятні місця Черкащини;
- вручення Черкаській області ордена Леніна (1958);
- краєвиди окремих населених пунктів.

Фонодокументи
- радіопередачі про визволення Черкас від німецьких загарбників, про розвиток промисловості, сільського господарства, водного та житловокомунального господарства Черкащини, про охорону здоров'я, роботу шкіл у Черкасах та області;
- передачі, присвячені пам'яті видатних письменників, поетів, музикантів, театральних діячів, істориків — уродженців Черкащини;
- записи виступів Маршала Радянського Союзу Павла Батицького, Героя Радянського Союзу Федора Зінченка, Героя Соціалістичної Праці Галини Буркацької[4];
- записи виступів космонавтів, майстрів мистецтв і учасників художньої самодіяльності[4];
- радіопрограми «Голодомор-33» в Україні, історія козацтва, жертви політичних репресій, аварія на Чорнобильській АЕС;
- зустрічі з ветеранами афганської війни;
- інтерв'ю з Миколою Артеменком — доктором економічних наук, академіком Української академії аграрних наук;
- передачі, присвячені 50-річчю утворення Черкаської області.

Відеодокументи
- відеофонограма — Черкаси під час нацистської окупації 1941—1943 років;
- відеодокументи про родину братів Варавв (Олексія та Григорія) — українських культурних діячів, письменників.

## Бібліотека
Архів має власну науково-довідкову бібліотеку, яка включає 10 877 книг і брошур від ХІХ століття, 1 551 річний комплект журналів, 2 436 номерів журналів, 1 679 річних підшивок газет.
У бібліотеці зберігаються «Сборники законов Российскойї империи», «Сборники российского исторического общества», «Труды Киевской духовной академии», Енциклопедичний словник Брокгауза і Єфрона, різна архізвознавча та краєзнавча література та інше.
Серед книг, виданих в радянський період — зібрання творів Сергія Соловйова, Євгена Тарле, Василя Татіщева, Михайла Покровського, Анатолія Коні.
У журнальному фонді бібліотеки є періодичні видання вищих законодавчих і виконавчих органів СРСР та України, комплекти журналів «Красный архив», «Исторический архив», «Вопросы архивоведения», «Архивное дело», «Вопросы истории», «История СССР», «Український історичний журнал», «Пам'ятники України», сучасні українські часописи з історії та архізвознавства. Газетний фонд складають центральні та місцеві періодичні вигдання з кінця ХІХ століття.

## Відео
Відеоогляд основних напрямків діяльності Державного архіву Черкаської області на YouTube